# Mário Gonçalves Viana
Mário Gonçalves Viana (Lisboa, 6 de outubro de 1900 — Esposende, 1977) foi pedagogo, escritor e crítico literário, atividade que exerceu no Jornal do Comércio e Colónias e no Polígrafo.

## Biografia
Mário Gonçalves Viana (1900-1977) foi professor e formador de professores. Foi, igualmente, autor de uma obra vasta nas áreas da pedagogia, psicologia e biografia. Refletiu, abundantemente, sobre os valores da educação e sobre a deontologia docente.
Fez os estudos secundários em Coimbra, tendo-se licenciado em Direito na Universidade de Lisboa em 1923. De 1927 a 1930, foi redactor principal do Jornal do Comércio e das Colónias, de que era também crítico literário. Entre 1934 e 1936, exerceu o cargo de conservador do Registo Civil de Manteigas, tendo depois seguido a carreira de professor do ensino secundário em vários estabelecimentos de Viana do Castelo, Esposende e Porto.
Colaborou no jornal A Voz, de Lisboa, com uma secção regular de Sociologia Agrária, e foi cronista e crítico literário do Diário do Minho, de Braga. Tem ainda colaboração sobre educação física, pedagogia desportiva e psicologia, dispersa por jornais e revistas de Portugal, Brasil, Uruguai, Chile, Itália, França e Espanha. Através do Editor Domingos Barreira (sediado na Livraria Simões Lopes, na Rua do Almada, no Porto), contribuiu com diversos títulos para a coleção "Biblioteca de Cultura Portuguesa", nomeadamente 'Pedagogia da Amizade', 'Psicologia do Amor, ou 'Psicologia do Dinheiro', que foram publicados entre as décadas de 1930 e de 1940.